# Persekat
Perserikatan Sepakbola Kabubaten Tegal, kurz Persekat, ist ein Fußballverein aus dem Kabubaten Tegal in der Provinz Jawa Tengah, Indonesien. Der Verein wurde 1962 gegründet, kann aber bis jetzt noch keine nennenswerten Erfolge aufweisen.
Aktuell spielt der Verein in der zweithöchsten Liga des Landes, der Liga 2.

## Stadion
Seine Heimspiele trägt der Verein im  10.000 Zuschauer fassenden Tri Sanja Stadion aus.

## Fans
Persekat hat zwei fanatische Ultragruppierungen, die Skaterz (Persekat Supporterz) auf der Südtribüne, deren Farbe rot ist, und die Red Brigade auf der Nordtribüne, die in schwarz auftreten.